# Fort Sumter and Fort Moultrie National Historical Park
Le Fort Sumter and Fort Moultrie National Historical Park est parc historique national américain qui protège principalement le fort Sumter, le fort Moultrie, le phare de Charleston et Liberty Square, sur la côte atlantique de la Caroline du Sud. Inscrit au Registre national des lieux historiques depuis le 15 octobre 1966, il formait jusqu'en 2019 un monument national connu sous le nom de Fort Sumter National Monument.